# 全州神社
全州神社（ぜんしゅうじんじゃ）は、朝鮮全羅北道全州府華山面（現・大韓民国全羅北道完州郡）にあった神社である。祭神は天照大神・明治天皇・国魂大神。旧社格は国幣小社であった。

## 歴史
1910年（明治43年）、府内の多佳山山頂に鳥居を建設し皇大神宮の遙拝所とした。
1914年（大正3年）、在住日本人の間で全州神社を創立することで衆議が決定したため、道内で寄付を集め、同年11月24日に本殿以下の建物が竣工した。1916年（大正5年）2月21日、諸設備の完成を待って神社創立を出願し、神社寺院規則（大正4年朝鮮総督府令第82号）に基づいて、同年9月27日、天照大神を祭神とする全州神社の創立が許可された。
1935年（昭和10年）11月28日、明治天皇と国魂大神を増祀し、1936年（昭和11年）8月11日に道供進社（道より神饌幣帛料を供進すべき神社）に指定され、紀元2600年記念事業として移転改築を行うべく、1938年（昭和13年）7月には奉賛会を組織したが、時局のために工事は思うように進まず、完成には至らなかった。
1944年（昭和19年）5月1日、国幣小社に列格されたが、日本の第二次世界大戦敗戦に伴い、1945年（昭和20年）11月17日に廃止された。